# Шовковичне
Шовкови́чне (до 1948 року — Темє́ш; крим. Temeş, також — Геренданк, нім. Herrendank) — село в Україні, в Євпаторійському районі Автономної Республіки Крим.

## Історія
За даними на 1864 рік у селі общини німецьких колоністів Євпаторійського повіту Таврійської губернії мешкало 222 особи (119 чоловіків та 103 жінки), налічувалось 29 дворових господарства.
Станом на 1886 колонія Геренданк відносилась до Сакської волості, в ній мешкала 221 особа, налічувалось 45 дворових господарств та 1 лавка.
За переписом 1897 року кількість мешканців зросла до 491 особи (253 чоловічої статі та 238 — жіночої), з яких 89 — православної віри, 369 — протестантської.